# Serge van den Ban
Serge van den Ban (Haarlem, 2 februari 1980) is een Nederlands voormalig voetballer die speelde als doelman. Hij werd op 1 juli 2020 aangesteld als keeperstrainer bij Almere City.

## Loopbaan
Van den Ban begon met voetbal bij de Haarlemse voetbalclub DCO en speelde enige tijd in de jeugd van Ajax. Later speelde hij als prof voor HFC Haarlem, FC Dordrecht, MVV en Telstar. Als semiprof speelde Van den Ban nog achtereenvolgend voor ADO '20, Young Boys en Ter Leede. Na zijn actieve carrière bleef Van den Ban actief in de voetbalwereld als keeperstrainer. Dit was hij bij Ajax, FC Utrecht en Nederland onder 15. Toenmalig hoofdjeugdopleiding Andries Jonker stelde Van den Ban op 5 februari 2015 aan als keeperstrainer bij Arsenal, waar hij in de jeugdopleiding kwam te werken. Van juli 2018 tot juni 2020 was Van den Ban keeperstrainer van RKC Waalwijk. In juli 2020 werd Van den Ban aangesteld als keeperstrainer van Almere City.

## Clubstatistieken
| Seizoen | Club           | Land       | Competitie     | Wedstrijden | Doelpunten |
| ------- | -------------- | ---------- | -------------- | ----------- | ---------- |
| 2000/01 | HFC Haarlem    | Nederland  | Eerste divisie | 17          | 0          |
| 2001/02 | HFC Haarlem    | Nederland  | Eerste divisie | 32          | 0          |
| 2002/03 | Dordrecht'90   | Nederland  | Eerste divisie | 30          | 0          |
| 2003/04 | FC Dordrecht   | Nederland  | Eerste divisie | 36          | 0          |
| 2004/05 | MVV            | Nederland  | Eerste divisie | 30          | 0          |
| 2005/06 | MVV            | Nederland  | Eerste divisie | 33          | 0          |
| 2006/07 | MVV            | Nederland  | Eerste divisie | 38          | 0          |
| 2007/08 | MVV            | Nederland  | Eerste divisie | 33          | 0          |
| 2008/09 | Telstar        | Nederland  | Eerste divisie | 1           | 0          |
| 2008/09 | ADO'20         | Nederland  | Hoofdklasse A  | ?           | ?          |
| 2009/10 | Young Boys     | Nederland  | Hoofdklasse A  | ?           | ?          |
| 2010/11 | Ter Leede      | Nederland  | Hoofdklasse A  | ?           | ?          |
| 2011/12 | Ter Leede      | Nederland  | Hoofdklasse A  | ?           | ?          |
| 2012/13 | Ter Leede      | Nederland  | Hoofdklasse A  | ?           | ?          |
| Totaal  | Bijgewerkt tot | 2 mei 2013 |                | 250         | 0          |

## Erelijst
Ajax onder 21
- Eurovoetbal: 1999